# Нагібін Олександр Геннадійович
Нагі́бін Олександр Геннадійович — український та європейський діяч дзюдо.
Тренер ШВСМ м. Києва, віце-президент Федерації дзюдо України.
Член виконавчого комітету та маркетинговий директор Європейського союзу дзюдо.
Майстер спорту СРСР з самбо та дзюдо. Заслужений тренер України, Заслужений працівник фізкультури та спорту України.

## Біографія
Народився 10 грудня 1964 року в Ангарську Іркутської області.
Освіта вища — Київський державний інститут фізичної культури та спорту (1989) за фахом — «Тренер-викладач».
Призер всесоюзних і міжнародних змагань, чемпіонатів України (1983–89). Виступав за спортивне товариство «Буревісник» та «СКА» (Спортивний клуб армії), обидва — Київ, (1983–90 рр.) у вагових категоріях понад 95 кг (дзюдо) та понад 100 кг (самбо). Тренер — А. Калінський. Працював тренером СДЮШОР «Юний спартаківець» (1991—2011), від 2011 — Школи вищої спортивної майстерності (обидві — Київ). Особистий тренер Марини Прищепи, Заслуженого майстра спорту з дзюдо, самбо та сумо. Багаторазової чемпіонки Європи та світу, учасниці Олімпіади у Пекіні та Лондоні.
- 2005 — організатор та голова оргкомітету чемпіонату Європи з дзюдо. Молодь до 23 років. Київ
- 2006 — до теперішнього часу обраний віце-президентом Федерації дзюдо України.
- 2010 — організатор конгресу Європейського Союзу дзюдо. Київ.
- 1994—2013 — засновник та організатор понад 50 традиційних міжнародних турнірів групи «А» та кубків Європи «Top Ranking», «Олімпійські надії», «Тайфун на татамі»
- 2011 — організатор та голова оргкомітету чемпіонату світу з дзюдо (до 18 років). Київ.

## Досягнення та нагороди
- 1994 — Заслужений тренер України
- 2003 — Почесна грамота київського міського голови
- 2005 — Медаль Європейського союзу дзюдо «Найкращий організований захід Європи»
- 2009 — Заслужений працівник фізичної культури та спорту України
- 2009 — Почесна грамота Верховної Ради України
- 2011 — Золотий почесний знак Міжнародної федерації дзюдо [Архівовано 11 травня 2018 у Wayback Machine.] «За персональний особистий внесок у розвиток дзюдо у світі»
- 2012 — Почесний динамівець України
- 2014 — спеціальний знак Європейського союзу дзюдо «50 років — олімпійському дзюдо»
- 2014 — Почесна відзнака НОК України
- 2020 — 8 дан Міжнародної федерації дзюдо